# اولگا خرژانوسکایا
اولگا خرژانوسکایا (روسی: Ольга Викторовна Хржановская؛ زادهٔ ۹ ژوئن ۱۹۸۰) ورزشکار والیبال اهل اتحاد جماهیر شوروی سوسیالیستی است.
از باشگاه‌هایی که در آن بازی کرده‌است می‌توان به باشگاه والیبال زنان زنیت کازان اشاره کرد.
وی در مسابقات کشوری و بین‌المللی در مجموع برندهٔ ۱ مدال طلا، ۱ مدال نقره، ۲ مدال برنز شده‌است.